# Giuseppina Martinuzzi
Giuseppina Martinuzzi (Labin, 14. veljače 1844. – Labin, 25. studenog 1925.), istarska učiteljica, spisateljica i revolucionarka.
Rođena je u dobrostojećoj obitelji u Labinu kao kći Antonije Luis i Giovannija Pietra Martinuzzija. Obitelj je izvorno potjecala iz Tricesima u provinciji Udine. Lorenzo Martinuzzi (o. 1650.-?), po zanimanju stolar, doselio se u 17. stoljeću u Albonu (danas Labin u Istri) gdje je započeo graditi kuću u kojoj je kasnije živjela Giuseppina.
Njezin otac Giovanni koji se više od šezdeset godina posvetio labinskom javnom životu i koji je više puta bio labinski podestat smatran je jednim od uzornih građana (tal. cittadino illustre). 
Poput mnogih djevojaka iz ondašnjeg visokog društva Giuseppina je željela postati učiteljicom. Učila je i privatno polagala ispite da bi joj se želja ostvarila. Kao učiteljica službovala u osnovnoj školi u Galižani, zatim 1873. u osnovnoj školi u Labinu, te naposljetku 1875. u Miljama (Muggia). Kako je u međuvremenu postala "učinkovitom", sljedeće godine podučavala je u Narodnoj školi u Trstu, zatim u Starom Gradu (Cittavecchia), u školi Fundacije Morpurgo za sinove radnika iz Lloydovog arsenala. Tako je postala i ostala "učiteljica siromašnih" tijekom čitavih 32 godine neprekinutog rada, zbliživši se sa skromnim ljudima s kojima je dijelila tjeskobu, iščekivanja i potrebe.
Po zanimanju učiteljica, ali ujedno izvrsna odgajateljica i književnica, sposobna spisateljica i pjesnikinja, autorica pedagoških studija, pa i udžbenika za osnovnu školu. Njezino djelo Manuale Mnemonico (Mnemonički priručnik) iz 1866. predstavlja primjer stvaranja shema koje olakšavaju pamćenje gradiva. Pisala je različite školske testove za djecu, iako su ih austrijske vlasti često odbacivali, ne odobravajući ih zbog toga što "ne sadrže nikakve događaje ni povijesne činjenice koji bi u djeci izazivali divljenje i ljubav prema Austrijskom domu".
Vatrena patriotkinja julijskog iredentizma, bila je neumorni borac, prijateljica Tomasa Lucianija, Filippa Zambonija i Attilija Hortisa. Surađivala je s ondašnjim dnevnicima: tršćanskim Indipendente, pulskim Scolta i L'Eco, porečkim Istria i rovinjskim Le Alpi Giulie. Proširila je suradnju s bolonjskim časopisom La Donna, rimskim L'Ateneo Italiano, udinskim Pagine Friulane i mesinskim La Fata Morgana.
Kasnije je željela pokrenuti sama vlastitu književnu publikaciju, periodiku koja će "imati funkciju uspostavljanja bratstva na uzvišenim poljima književnosti među kojima će talijanski biti posvećeni kultu domovine." U ožujku 1888. utemeljila je stoga časopis Pro Patria.
Početkom 20. stoljeća započela je aktivni politički život. Zastupala je ideju socijalizma ili kako ga je nazivala "humanog socijalizma", te je bila ako ne prva, onda jedna od prvih socijalistica uopće. U to vrijeme njene političke aktivnosti Labin je bio u sastavu Austro-Ugarske Monarhije i svoju je borbu vodila najčešće iz Trsta. Bez obzira na svoje građansko porijeklo život je posvetila borbi za najsiromašnije, radnike i seljake, njihovom obrazovanju, i izjednačavanju njihovih prava s bogatijima (buržujima), borbi za pravo glasa žena i sl.
Svoj početak u političkom životu iskazala je sljedećim riječima:
"Otkrila sam – piše – puno širi horizont, različit način gledanja, promatranja, shvaćanja različitih manifestacija društvenog života. Ljubav prema domovini podređena je u mom srcu ljubavi prema potlačenima i patnicima svih domovina."
Njeno najbolje djelo socijalnog karaktera zasigurno je Ingiustizia (Nepravda) iz 1907. napisana u stihovima. Od svih balada, elegija, soneta i oda koje sačinjavaju djelo, entuzijazmom i strašću ističe se autoričina vjera u radnički revolucionarni pokret. Ali u toj poemi svoje su mjesto pronašli također i osjećaji. Zbog načina pisanja i političkih razmišljanja, za vrijeme austrijske vladavine često su joj djela bila cenzurirana ili se uopće nisu tiskala.
"Učiteljica iz Starog Grada" – kako su je nazivali u Trstu – tada gotovo osamdesetogodišnjakinja, bolesna i nemoćna, mirovinu je dočekala u rodnom Labinu. Ondje je živjela još koju godinu uz brigu svojih voljenih, uz potporu nekolicine prijatelja i okružena obožavanim knjigama. Umrla je u noći 25. studenog 1925. a njezin grobni spomenik nadvišen jednim stupom od bijelog istarskog kamena s plamenom koji treperi na vjetru postao je mjesto koje na jednostavnom kamenom natpisu nosi samo ime.

## Vanjske poveznice
- Biografija Giuseppine Martinuzzi na istrianet.org (na talijanskom)